# ЕПЛ9Т
Електропоїзд ЕПЛ9Т — український електропоїзд виробництва Луганського тепловозобудівного заводу. Електропоїзд працює від контактної мережі змінного струму 25 кВ 50 Гц. Конструкційна швидкість електропоїзду 130 км/год, макс. швидкість для експлуатації 120 км/год. Довжина по осях автозчеплень 202 000 мм.

## Склад
Електропоїзд формується із двох головних вагонів, і проміжних (моторних, причіпних) між ними. Електропоїзд випускається у складі 8 вагонів, два з яких є головними, два причіпними та чотири моторними.

## Серії
| Дані про номери електропоїздів серії ЕПЛ9Т і їхню складовість | Дані про номери електропоїздів серії ЕПЛ9Т і їхню складовість | Дані про номери електропоїздів серії ЕПЛ9Т і їхню складовість | Дані про номери електропоїздів серії ЕПЛ9Т і їхню складовість |
| Рік побудови                                                  | Кількість побудованих електровагонів, шт                      | Номери побудованих електропоїздів                             | Кількість вагонів в електропоїздах                            |
| ------------------------------------------------------------- | ------------------------------------------------------------- | ------------------------------------------------------------- | ------------------------------------------------------------- |
| 2001                                                          | 8                                                             | 001                                                           | 8                                                             |
| 2003                                                          | 48                                                            | 002—007                                                       | 8                                                             |
| 2004                                                          | 32                                                            | 008—011                                                       | 8                                                             |
| 2005                                                          | 24                                                            | 012—014                                                       | 8                                                             |
| 2008                                                          | 8                                                             | 015                                                           | 8                                                             |

## Пасажиромісткість

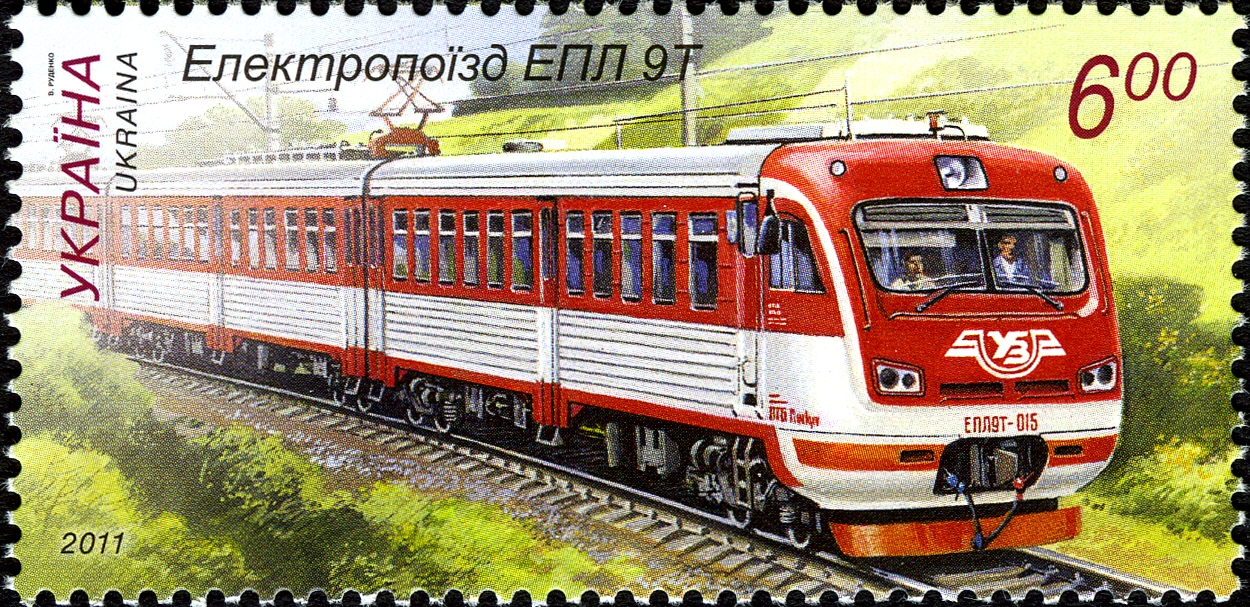
Марка України «Електропоїзд ЕПЛ 9Т». Серія «Локомотивобудування в Україні»

Кількість місць для сидіння:
- в головному вагоні: 118;
- в моторному вагоні: 118;
- в причіпному вагоні: 130.

Загальна кількість місць: 968.

## Експлуатація
Електропоїзди цієї серії експлуатуються в моторвагонних депо Фастів Південно-західної залізниці і Полтава Південної залізниці. Електропоїзд ЕПЛ9Т-003 має змінене планування салону й використовується як Київська міська електричка.
7 січня 2023 року на маршрут Київської міської електрички вийшов перший модернізований ЕПЛ9Т-009. В грудні цього ж року вийшов другий модернізований електропоїзд — ЕПЛ9Т-006. А 3 Травня 2024 року вийшла 3 електричка ЕПЛ9Т-008.

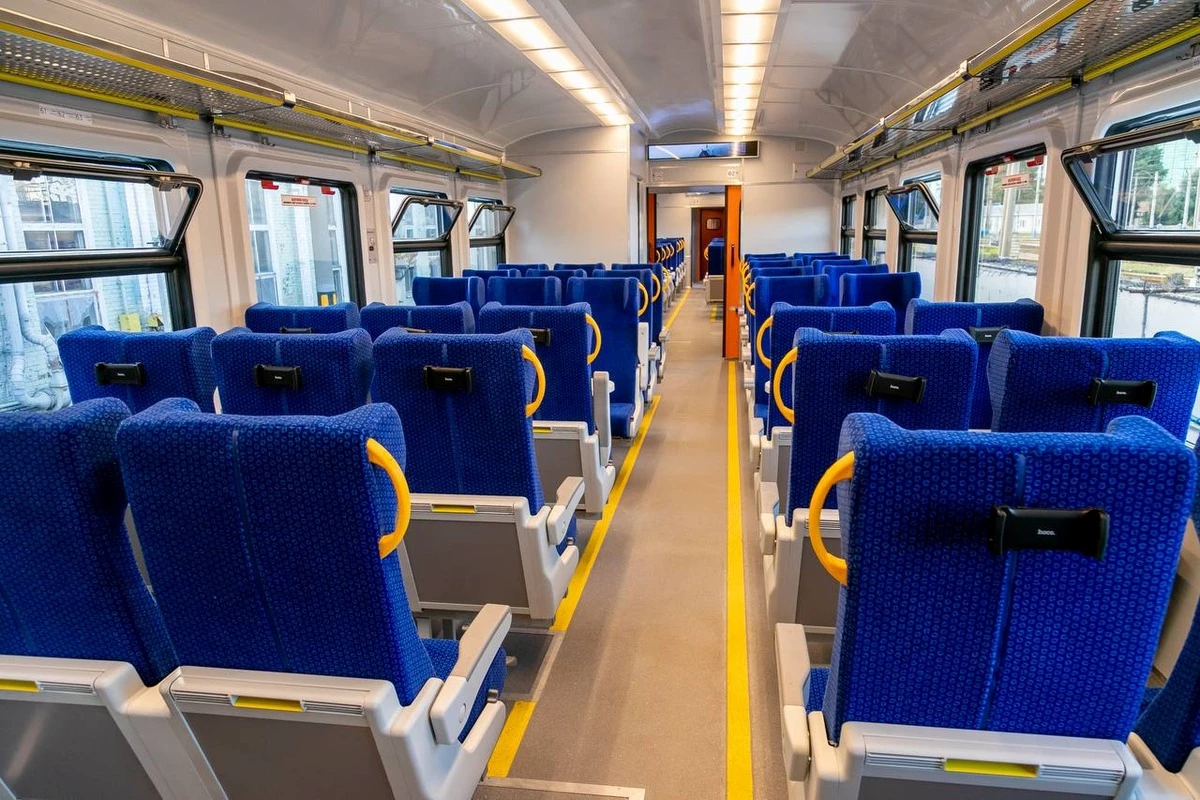
ЕПЛ9Т-007, 2025 рік.

Із 11 липня 2025 року курсує ЕПЛ9Т-007 як регіональний поїзд № 826/825 сполученням Львів-Тернопіль-Хмельницький. Він пройшов капітальний ремонт і отримав другий клас комфортності. Серед оновлень: доступність для маломобільних пасажирів (пандуси, інклюзивні вбиральні, місця для крісел колісних), кріплення для велосипедів, автомати з напоями та снеками, сучасні м'які крісла з розетками й USB, індивідуальні столики та тримачі для гаджетів, покращене освітлення, індикація зайнятості вбиралень, табло з маршрутом, збільшені багажні полиці та стелажі для валіз тощо.